# Johan Joachim Grecke
Johan Joachim Grecke, född omkring 1719, var en svensk böss- och pistolsmed.
Johan Joachim Grecke föddes troligen i Rostock. Han kom till Stockholm 1750 och ägde 1755 en stor verkstad där. Han flyttade några år till Drottningholm men återkom till Stockholm 1761. Johan Joachim Grecke var även gravör och stockmakare och åtnjöt lön på hovstaten till 1772. Hans dödsår är okänt.